# Bergtjärnen (Vikers socken, Västmanland)
Bergtjärnen är en sjö i Nora kommun i Västmanland och ingår i Norrströms huvudavrinningsområde.